# Knull
Knull est un super-vilain et une entité cosmique évoluant dans l'univers Marvel de la maison d'édition Marvel Comics. Créé par le scénariste Donny Cates (en) et le dessinateur Ryan Stegman (en), le personnage de fiction apparaît pour la première fois dans le comic book Venom #3 en août 2018.
Le personnage est dépeint comme une divinité maléfique, qui a créé l'arme connue sous le nom de « All-Black the Necrosword » et les races extraterrestres des Klyntar (les Symbiotes) et des Exolons. Le personnage a ensuite joué un rôle plus important dans l'univers Marvel.
Il apparaît généralement en association avec les personnages de Venom et Carnage.

## Historique de la publication
Le personnage a été introduit pour la première fois dans Venom #3 (août 2018), faisant un clin d'œil à un être sans nom apparaissant dans Thor: Dieu du tonnerre #6. Le personnage serait mentionné dans divers numéros de Web of Venom, Guardians of the Galaxy et « War of the Realms ». Par la suite, Knull a été l'antagoniste principal du Surfer d'argent dans Silver Surfer: Black #1 de Donny Cates.
Knull est revenu dans King in Black en tant qu'antagoniste principal, qui se concentre sur son attaque de la Terre avec son armée de Symbiotes.

## Biographie du personnage
Knull est une divinité primordiale qui a vu le jour après la destruction de la sixième itération du cosmos et se contentait à l'origine de dériver dans le vide sans fin jusqu'à ce que les Célestes arrivent et commencent à créer la septième itération du Marvel Universe. Réveillé par la Lumière de la Création et outragé par la spoliation de son royaume des ténèbres, Knull se vengea en créant All-Black le Necrosword et en tuant l'un des Célestes. Voyant cela, les autres Célestes bannirent Knull et la tête coupée plus profondément dans le Vide. Il utilisa alors la tête pour forger le symbiote et le combiner avec les énergies cosmiques de la tête, qui deviendrait Knowhere. En faisant cela, il a involontairement donné aux symbiotes leurs faiblesses aux attaques soniques et au feu. Il créa une armure symbiote et, avec All-Black, commença à tuer les autres divinités, jusqu'à ce qu'il atterrisse en catastrophe sur une planète sans nom où Gorr enleva All-Black à Knull, qui était hors d'état de nuire.
Knull finit par se réveiller et découvrit qu'il pouvait lier son abysse vivant à des créatures inférieures et contrôler leur nouvelle forme en tant que vaisseaux. Il créa une armée de symbiotes avec lui-même au centre de l'esprit de ruche et les utilisa pour se répandre dans l'univers, établissant la Ruche à symbiotes et tuant la lumière et la création dans le processus. Il a continué à tuer des dieux, tout en asservissant d'autres personnes qu'il a épargnées en utilisant son abîme. A un moment donné, il fut approché par le Surfeur d'Argent déplacé dans le temps, qui avait été affaibli après que le Surfeur ait créé une petite étoile afin de libérer un monde du contrôle de Knull. Après un bref combat, Knull réussit à lier un symbiote au Surfeur, mais ce dernier fut sauvé par Ego, la Planète vivante. Lorsque Knull atteignit le Surfeur, il tenta de le vaincre et de réinfecter le Surfeur avec son abîme, mais le Surfeur, qui avait rassemblé l'énergie du cosmos, créa une étoile qui fut suffisante pour vaincre Knull.
Lorsqu'un symbiote ressemblant à un dragon est arrivé sur la Terre médiévale pour revendiquer la planète comme faisant partie de la ruche des symbiotes, Thor est venu en aide aux villageois vikings  et a vaincu le dragon, que les villageois ont appelé Grendel, provoquant la rupture de la connexion entre Knull et la ruche des symbiotes. Les symbiotes dispersés dans l'univers, désormais libérés du contrôle de Knull, commencèrent à se lier à des hôtes bienveillants et à découvrir la Lumière divine. Les symbiotes se rebellèrent contre leur dieu et le piégèrent à l'intérieur d'une planète artificielle formée de milliards de symbiotes, qu'ils appelèrent Klyntar, cage dans leur langue.
Après des milliers d'années, le SHIELD a découvert le corps du Grendel et a lié les morceaux du dragon à des soldats afin de créer des super-soldats pour combattre pendant la guerre du Viêt Nam. Cette procédure a été baptisée Sym-Soldier. Cela réveilla Knull, lui permettant de prendre le contrôle des Sym-Soldats qui devinrent corrompus avant d'être capturés par Nick Fury et Logan, à l'exception d'un morceau, nommé Rex, qui échappa au contrôle de Knull. Des années plus tard, Eddie Brock (Venom) libère sans le savoir le dragon et, après une bataille contre Eddie et Spider-Man, le dragon se met à la recherche de Rex afin de libérer Knull. Cependant, Venom fusionna avec Rex et finit par piéger le Grendel dans un haut fourneau, l'incinérant ainsi que Rex. Par la suite, le Faiseur et le Projet Oversight récupèrent le codex du Grendel dans la fournaise.
Dans Carnage Born, après que Scorn eut rejoint un culte vénérant Knull, ils volèrent le codex de Grendel et le corps décédé de Cletus et, après avoir implanté le codex à l'intérieur de Cletus, le codex du symbiote Carnage fut absorbé par Grendel, faisant de ce dernier un dieu. Après le contact avec Knull, Cletus décida de le libérer en collectant tous les codex de tous les hôtes qui s'étaient liés à un moment donné à des symbiotes afin de surcharger l'esprit de ruche des symbiotes et de disperser les Klyntar. Après que Cletus eut retrouvé Doppelganger et Shriek, ils reformèrent le culte dédié à Knull et retournèrent à Doverton, Colorado, où ils obtinrent les codex des citoyens et des animaux qui avaient été infectés par Carnage pendant Carnage USA.
Au cours de Absolute Carnage, alors que Carnage devenait plus fort, le lien entre Knull et les symbiotes s'affaiblissait, comme en témoigne le fait que Phage, Agony, Lasher, Riot et Scream devinrent également corrompus,. Knull fut finalement réveillé après que Dark Carnage ait poussé Eddie à le tuer après avoir réclamé les codices restants. Knull détruisit rapidement Klyntar et, se manifestant sous la forme d'une armure draconique, fusionna les symbiotes qui la composaient en une flotte de dragons symbiotes. Pendant ce temps, Knull était traqué par Wraith, qui voulait que Knull retire les Exolons (parasites qui s'attachent à un hôte tout en se nourrissant de son âme) de son corps. Knull révéla à Wraith que les Exolons n'étaient que ses expériences ratées sur les symbiotes et qu'il avait jeté ces déchets dans La Latitude Exotérique, bien qu'il ait dépouillé l'Exolon du corps de Wraith et l'ait transformé en son épée tout en expulsant Wraith dans l'espace. Peu de temps après, il reprit sa campagne contre la lumière tout en se rendant sur Terre, utilisant son abysse vivant pour revendiquer des planètes entières à sa cause, tout en hantant Eddie Brock avec des cauchemars et en imposant brièvement son influence sur Dylan Brock pour s'assurer qu'il prête allégeance à l'Imperium Symbiote,.
Alors que les Gardiens de la Galaxie enquêtent sur la mort de l'Empereur Zn'rx Stote lors de la réunion du Conseil Galactique au Proscenium et découvrent que le Pacificateur Chitauri et le Profiteur sont responsables quelque temps après les événements de l'histoire Empyre, Zoralis Gupa de la planète Silnius prend un appel urgent en mentionnant à la personne de l'autre côté de prévenir tous les systèmes voisins. Il dit à Victoria que c'est la Fin de Tout car différentes planètes commencent à mourir sur les planètes appartenant aux Shi'ar, à l'Alliance Kree/Skrull, et aux Zn'rx tout en rendant l'économie galactique assez fragile pour faire faillite. Sachant qu'elle ne fera pas de profit, la Profiteuse téléporte le Pacificateur et la bio-bombe au loin. Tout en remerciant Zoralis Gupa d'avoir trompé le Profiteur avec son bluff, Zoralis Gupa déclare à Super-Skrull et à toutes les personnes présentes que quelque chose de plus sombre que Galactus détruit les mondes et que son nom est Knull.
L'empereur Hulkling envoie Talos pour enquêter sur les bases Kree et Skrull qui sont devenues sombres avec Av-Rom, Keeyah, M'lanz, Virtue et Tarna. Deux jours plus tard, une armada de l'Alliance Kree/Skrull dirigée par le général Kalamari trouve la capsule de sauvetage de Talos. Après s'être rétabli à l'infirmerie, Talos raconte à Kalamari ce qui s'est passé lors de sa mission qui impliquait une rencontre avec Knull. Talos informe alors Kalamari que la balise de détresse de sa capsule de sauvetage est un avertissement de l'arrivée de Knull. À l'extérieur du vaisseau, Knull chevauche un dragon symbiote et fonce vers lui pour l'attaquer.
Sentant Knull arriver au début de l'histoire du King in Black, Eddie Brock alerte les Vengeurs. Knull libère les Dragons Symbiotes sur la Terre alors que les Vengeurs, les Quatre Fantastiques et les X-Men les combattent, même s'il s'avère que les Célestes Arishem le Juge et Tefral le Géomètre sont possédés par ses symbiotes. Captain America donne alors le commandement à l'autre poids lourd qu'ils ont enrôlé, Sentry. Il emmène Knull dans l'orbite de la Terre et tente de faire la même chose que ce qu'il a fait à Carnage, mais Knull fait un revirement en sachant ce qui est arrivé à Carnage à l'époque. Knull brise Sentry et assimile le Vide en lui lorsqu'il émerge du corps de Sentry. Venom et Captain America réagissent alors qu'Iron Man leur demande de battre en retraite. Knull demande ensuite à ses Dragons Symbiotes de former une sphère autour de la Terre pour la couper du Soleil et fait avaler à l'abîme vivant certains super-héros dont Tornade, ce à quoi réagit le Professeur Xavier. En tant que Venom, Eddie va affronter Knull et lui proposer ses services. Knull attrape Venom en reconnaissant Eddie comme celui qui a tué Grendel, puis il déclare à Eddie que le Brock qu'il recherche est Dylan Brock. Quand Eddie supplie Knull de le prendre à sa place, Knull lui arrache le symbiote Venom et l'absorbe dans son corps, tout en prévoyant d'absorber Dylan en lui également. Eddie est alors lâché par Knull dans les rues recouvertes de symbiote. Knull découvre où se trouve Dylan et s'apprête à le récupérer lorsque Thor arrive. Ensemble, Thor et Dylan aident à libérer certains des héros infectés, dont Hulk. Thor et Knull se battent et Thor prend le dessus jusqu'à ce que Knull distraie Thor en amenant ses Célestes possédés par des symbiotes et poignarde Thor dans le dos. Knull prévoit de contrôler Dylan Brock puisqu'il possède le codex des symbiotes, mais Dylan se défend en libérant Cyclope, La Femme Invisible, Docteur Strange, La Chatte Noire et La Torche Humaine. Le Docteur Strange se transforme en une forme plus forte et ensemble, les héros se battent contre les symbiotes. Namor, Thor et Tornade infligent de lourds dégâts tandis que Jean Grey immobilise Knull avec ses pouvoirs psychiques. Elle voit le passé de Knull et se rend compte que le Dieu de la Lumière (un autre nom pour la Force Enigma) est la seule chose qui peut vaincre Knull avant de s'évanouir. Le Surfer d'Argent arrive là où se trouve la Force Enigma et la libère des Symbiotes. Knull titube de douleur et Eddie Brock est choisi pour être le nouveau Captain Universe. Alors que Surfer d'Argent l'affronte, Knull se souvient de son précédent combat contre lui. Grâce au Dieu de la Lumière, Surfer d'Argent prend une forme chromée et transforme sa planche de surf en épée tandis que Knull transforme son armure pour lui permettre de combattre Surfer d'Argent. Alors que Knull commence à combattre le Surfeur d'Argent, les membres des Vengeurs, Quatre Fantastiques Four et X-Men se dirigent vers Knull pour aider le Surfeur d'Argent. Juste à ce moment-là, Venom apparaît après avoir été transformé en Captain Universe, déclarant qu'il s'occupera de Knull à partir de là. Alors que Knull prétend avoir tué Venom à plusieurs reprises, Venom parvient à utiliser Mjolnir et la planche de surf du Surfer qu'il a fusionnée en une hache de combat qui a la forme de l'emblème de l'araignée de Venom. En utilisant sa hache de combat, Venom commence à se frayer un chemin à travers les Dragons Symbiotes en remarquant que Knull a pris peur de lui. Knull libère même un Céleste contrôlé par les symbiotes pour l'aider alors que Venom le décapite. Alors que Venom arrache l'armure de Knull, ce dernier déclare que les ténèbres sont en Dylan. Venom soulève alors Knull, s'envole dans les airs et traverse la barrière de symbiotes qui entoure la Terre. Knull déclare que le Vide est éternel et que l'abîme a des dents. Venom déclare alors qu'il se fiche de ses droits en plongeant sa main dans le soleil et en utilisant l'Uni-Power pour vaporiser Knull. À la suite de la mort de Knull, le Venom Symbiote traduit à Eddie le langage des Symbiotes sans hôte et des Dragons Symbiote qu'il est devenu le nouveau Dieu des Symbiotes maintenant qu'ils sont libres du contrôle de Knull.

## Pouvoirs et capacités
Knull est une divinité primordiale, ayant une super force, agilité, immortalité  et facteur de guérison. Il possède l'Umbrakinesis suprême, car il peut matérialiser les ténèbres pour créer des armes et des créatures, qu'il appelle les abysses vivants, qu'il peut contrôler et également augmenter leur pouvoir, ce qui a permis à Venom de débloquer de nouvelles capacités et a également permis à l'un des dragons de Knull d'être insensible aux faiblesses classiques des symbiotes et d'être aussi rapide que le Surfer d'Argent. Il possède également une capacité de changement de forme limitée, y compris la capacité de transformer sa bouche d'apparence humaine en mâchoires à crocs avec une langue allongée - cette caractéristique a été transmise aux symbiotes. Il est également un combattant expert, utilisant All-Black pour tuer des célestes et d'autres dieux, tout en portant une armure en symbiote avec un dragon rouge et un emblème en spirale, basé sur Spiral of Carcosa du True Detective .
Malgré sa connexion aux symbiotes coupée, son influence peut encore être vue comme lorsque Gorr, Galactus, Ego  et le roi Loki,  après avoir été infecté par All-Black, ont continué la croisade de Knull pour anéantir tout l'existence, tandis que Malekith s'est lié avec le symbiote Venom s'appelait lui-même le boucher de Thor,. Venom a formé un emblème similaire avec un design mixte de l'emblème de Knull et de celui de Spider-Woman,. De même, les Nameless, un groupe d' explorateurs Kree, après avoir été infectés par les Exolons, ont vu leur peau s'estomper lentement avec leur apparence ressemblant maintenant à Knull.

## Accueil
Lors de sa première apparition, le personnage a été bien accueilli, Comic Book Resources établissant une comparaison avec deux autres méchants de Marvel : Morlun et Dracula. Cependant, Comic Book Resources a également critiqué la conception du personnage comme étant non originale et similaire à la plupart des autres méchants, et ne correspondant pas à sa nature, affirmant que le personnage aurait été meilleur s'il avait été plus similaire à sa création. Bleeding Cool a déclaré à propos de l'histoire que « c'est une nouvelle histoire engageante, et elle redéfinit les symbiotes pour l'univers Marvel ». Knull a été classé numéro un dans la liste IGN des Symbiotes les plus puissants de Marvel.
Le personnage a reçu une attention particulière en Suède et en Norvège en raison du mot « knull » étant la forme nominale de « fuck » (faisant référence à la copulation) en suédois et en norvégien,,.

## Apparition dans d'autres médias

### Télévision
Knull fait ses débuts animés dans la série animée Disney XD Spider-Man: Maximum Venom. Il apparaît pour la première fois dans la promo The Secret Story of Venom, où Venom explique à son dernier hôte les origines des symbiotes en tant que Klyntar, armes vivantes utilisées par Knull pour mener une croisade contre les Célestes. Malgré leurs victoires, Knull finit par abandonner ses premières créations, les sœurs Symbiote, après les avoir jugées inutiles pour lui. Les sœurs Symbiote se sont écrasées sur une planète extraterrestre, se sont répliquées en plusieurs spawn et ont tissé des liens avec les habitants indigènes dans le but de trouver un but harmonique dans la vie.

### Jeux vidéo
- Knull et Ancient Venom (Venom possédé par Knull) apparaissent dans le jeu mobile Spider-Man Unlimited.
- Knull est un personnage jouable et un boss dans le mode de jeu World Boss Legend: Knull dans le jeu mobile Marvel: Future Fight.
- Knull est un personnage jouable dans le jeu de cartes online Marvel Snap.